# José María Sánchez-Silva y García-Morales
José María Sánchez-Silva y García-Morales (Madrid, 11 de novembre de 1911 - ibíd., 13 de gener de 2002) va ser un escriptor espanyol. Famós com a escriptor per a públic infantil, és l'únic espanyol que ha obtingut el premi Andersen.

## Biografia
El seu pare, José María Sánchez Silva, era un periodista pròxim a l'anarquisme, que escrivia en la revista La Terra i que es va exiliar en 1939. Però ja molts anys abans la família havia quedat desestructurada i el fill (Sánchez-Silva) a penes va conviure amb el seu pare; en alguns moments va ser pràcticament un nen vagabund. Va ingressar en institucions per a orfes i nens en situació precària com la madrilenya Escola del Pardo (dependent de l'Ajuntament de Madrid). En aquestes institucions per a menors va aprendre mecanografia i taquigrafia, amb el que va aconseguir un càrrec de taquígraf a l'Ajuntament de Madrid. En 1934 va publicar el seu primer llibre El hombre de la bufanda.
Durant la Guerra Civil va romandre en zona republicana, a Madrid, col·laborant amb les activitats de la Falange clandestina fins al mateix moment de l'entrada de les tropes franquistes a la ciutat. En 1939 va començar a treballar com a periodista en el diari Arriba, del que n'arribà a ser subdirector, i a més va col·laborar al diari Pueblo.
José María Sánchez Silva aconseguí la seva fama gràcies al seu conte Marcelino, pan y vino, que va ser dut al cinema per Ladislao Vajda, i es va convertir en un dels grans èxits del cinema espanyol a nivell internacional. A més de l'esmentat premi Andersen que va rebre en 1968, va obtenir el premi nacional de literatura en 1957. Després de l'èxit del relat de Marcelino, va tornar a reprendre el personatge en Historias menores de Marcelino Pan y Vino i Aventuras en el cielo de Marcelino Pan y Vino. A més va escriure ¡Adiós, Josefina! i Ladis un gran pequeño, que va tenir seqüeles amb Cosas de ratones y conejos.
Junt amb José Luis Sáenz de Heredia, va ser autor del guió de la pel·lícula Franco, ese hombre, una biografia en la qual va col·laborar el mateix dictador i que va comptar amb el beneplàcit d'aquest. Un any després, en 1965, al costat de Rafael García Serrano, va elaborar el del documental Morir en España, dirigit per Mariano Ozores

## Obres
- El hombre de la bufanda (1934)
- La otra música (1941)
- No es tan fácil (1943)
- La ciudad se aleja (1946)
- Un paleto en Londres. La vuelta al mundo y otros viajes (1952)
- Marcelino Pan y Vino (1953)
- Primavera de papel (1953)
- Historias de mi calle (1954)
- Quince o veinte sombras (1955)
- Fábula de la burrita Non (1956)
- El hereje (1956)
- Tres novelas y pico (1958)
- Adiós, Josefina (1962)
- Colasín y Colasón (1963)
- Pesinoe y gente de tierra (1964)
- Adán y el señor Dios (1967)
- Ladis, un gran pequeño (1968)
- El chihuahua que mordió a Hernán Cortés (1981)
- Cosa de ratones y conejos (1981)

## Obres adaptades
- Marcelino, pan y vino (Ladislao Vajda, 1954).
- La Ballena Josefina (sèrie de televisió d'anime de 1979)
- Marcellino pane e vino (Luigi Comencini, 1991).
- Rayito de luz (telenovel·la de 2000-2001).
- Marcelino pan y vino (sèrie animada de 2001).
- Marcelino pan y vino (José Luis Gutiérrez Arias, 2010).

## Premis
- 1955: Medalla del Cercle d'Escriptors Cinematogràfics al millor guió per Marcelino, pan y vino.[4]
- 1968: Premi Hans Christian Andersen.